# Verbier

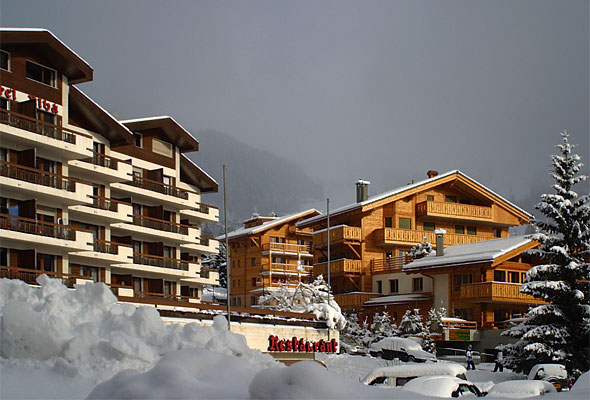

Verbier es una localidad suiza del Cantón del Valais, situada en el distrito de Entremont, en la comuna de Bagnes. Eminentemente turística, destaca por sus famosas pistas de esquí, y por ser sede de uno de los más importantes festivales musicales del mundo de música clásica cada verano.